# 碘化镱
碘化镱是一种镱的碘化物，化学式为YbI3。

## 制备
碘化镱可由金属镱和碘在500°C和30 atm碘的压力下反应得到。
2 Yb + 3 I2 → 2 YbI3
氧化镱、氢氧化镱或碳酸镱和氢碘酸反应，得到碘化镱的水溶液。
Yb(OH)3 + 3 HI → YbI3 + 3 H2O
从溶液中结晶出的碘化镱水合物可以和碘化铵加热，得到无水物。

## 反应
碘化镱加热分解成二碘化镱：
2 YbI3 → 2 YbI2 + I2